# Anholt by
Anholt by är en ort på den danska ön Anholt i Kattegatt. Orten har cirka 100 invånare och ligger i Norddjurs kommun i Region Mittjylland. Bortsett från hamnen, är öns befolkning koncentrerad till Anholt by.